# Serres (Meurthe-et-Moselle)
Pour les articles homonymes, voir Serres.
Serres est une commune française située dans le département de Meurthe-et-Moselle, en région Grand Est.
La commune fait partie de l'aire urbaine de Nancy.

## Géographie
Elle est située entre Nancy (24 kilomètres) et Lunéville (15 kilomètres) et est distante de : Essey-lès-Nancy (19 kilomètres), Dombasle (13 kilomètres) et Pulnoy (17 kilomètres).
| Hoéville     |        | Athienville |
| Courbesseaux | Serres |             |
| Drouville    | Maixe  | Valhey      |

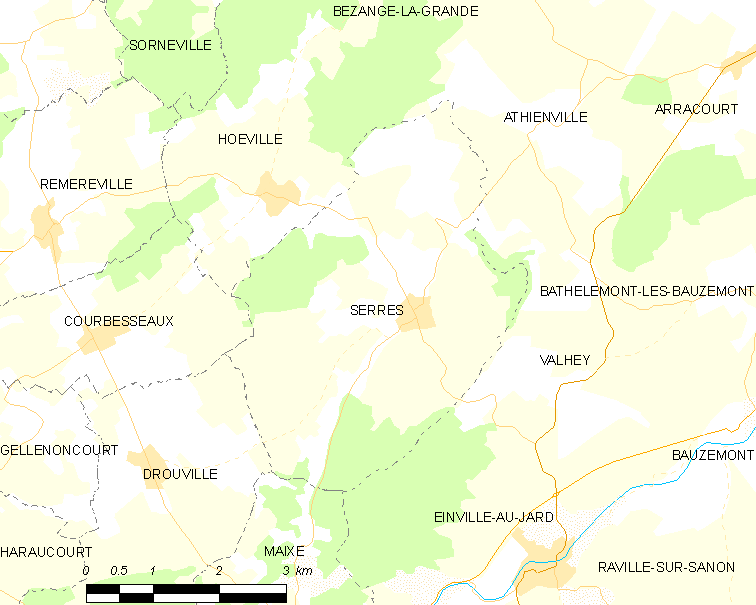
Carte de la commune.
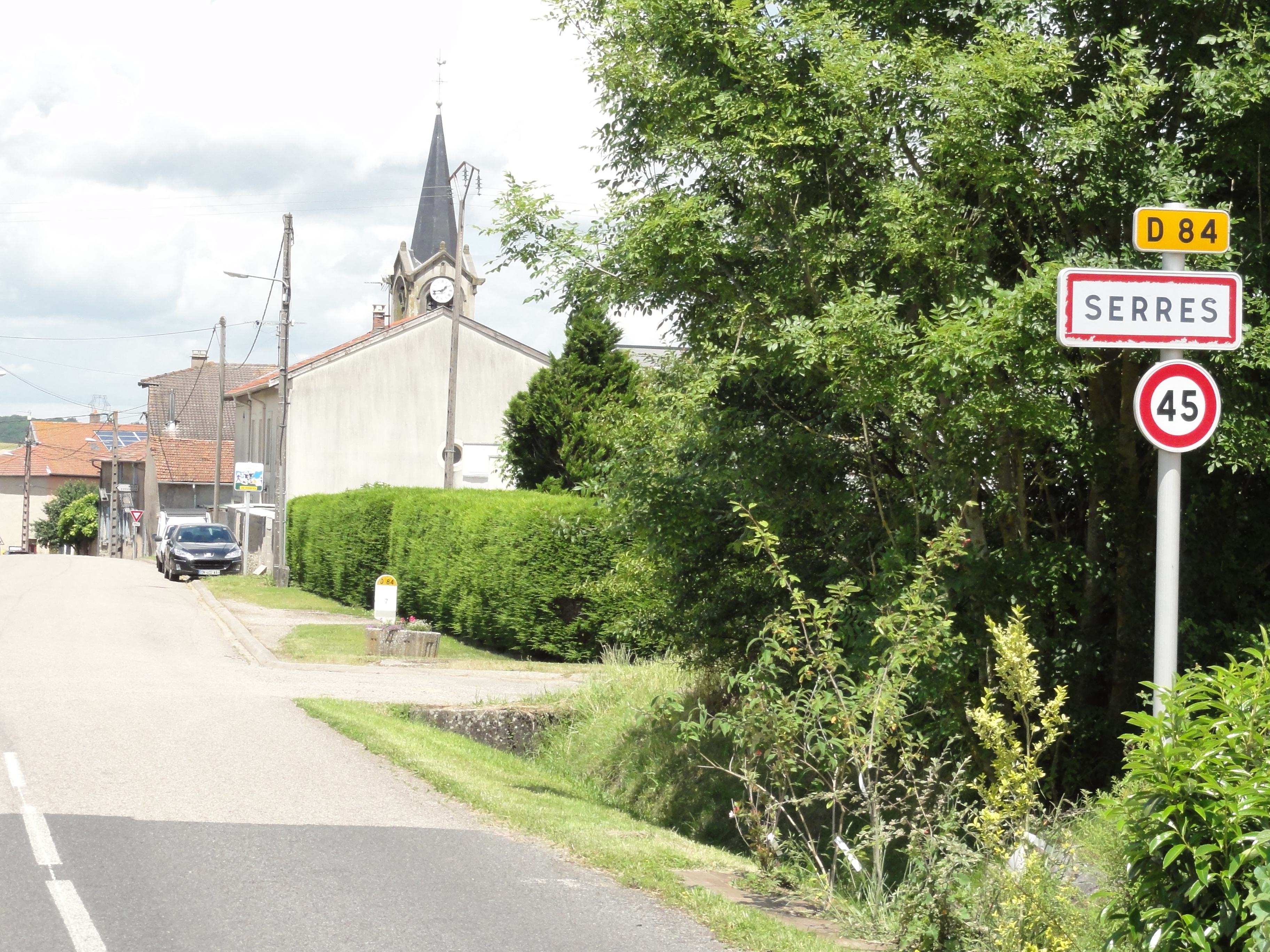
Entrée de Serres.

### Hydrographie
La commune est dans le bassin versant du Rhin au sein du bassin Rhin-Meuse. Elle est drainée par le ruisseau de l'Accord, le ruisseau de l'Étang de Serre, le ruisseau du Breuil et le ruisseau du Moulin,.

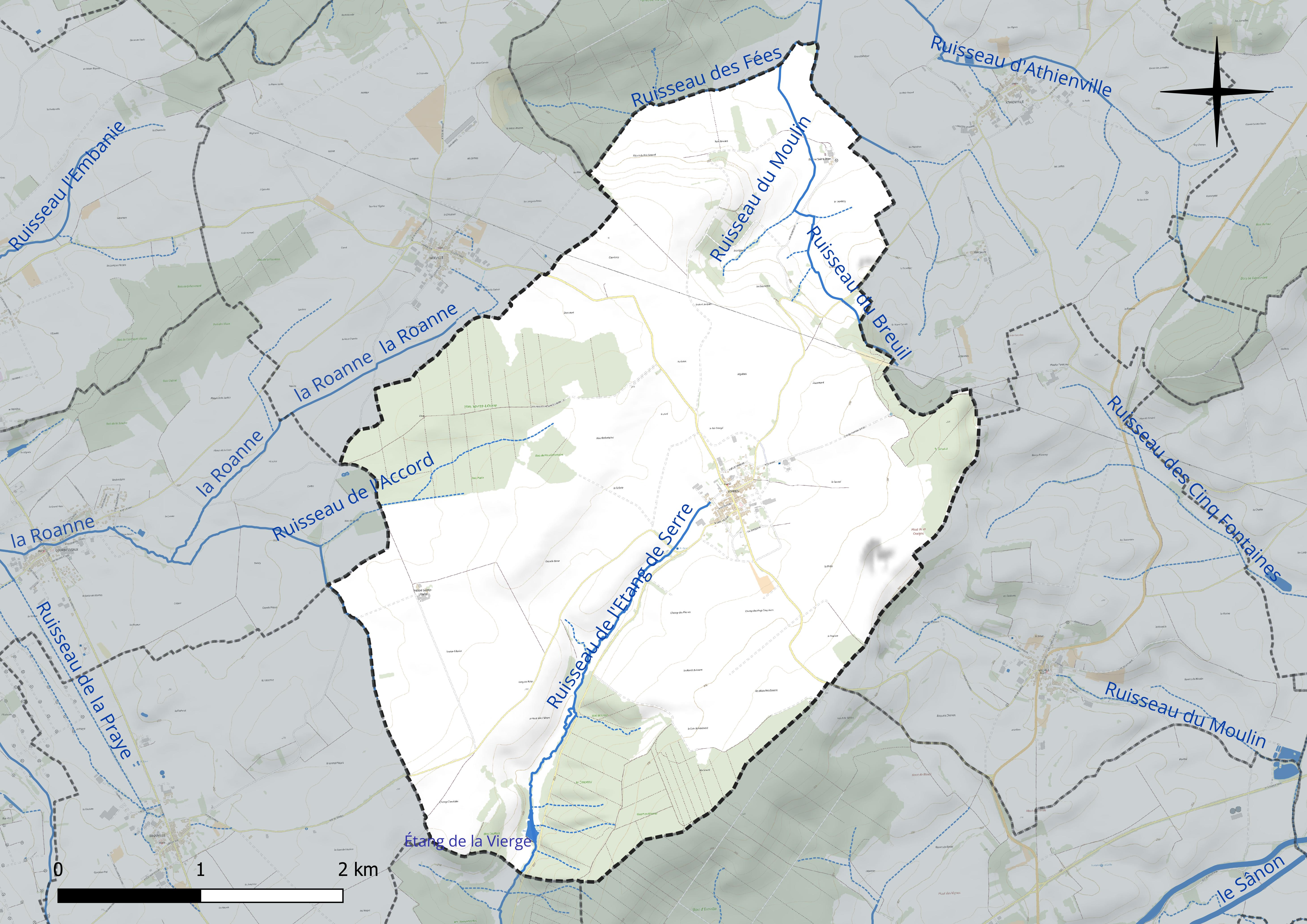
Réseau hydrographique de Serres.

Un plan d'eau complète le réseau hydrographique : l'étang de la Vierge (0,8 ha),.

### Climat
Pour des articles plus généraux, voir Climat du Grand Est et Climat de Meurthe-et-Moselle.
En 2010, le climat de la commune est de type climat des marges montargnardes, selon une étude du Centre national de la recherche scientifique s'appuyant sur une série de données couvrant la période 1971-2000. En 2020, Météo-France publie une typologie des climats de la France métropolitaine dans laquelle la commune est exposée à un climat semi-continental et est dans la région climatique  Lorraine, plateau de Langres, Morvan, caractérisée par un hiver rude (1,5 °C), des vents modérés et des brouillards fréquents en automne et hiver.
Pour la période 1971-2000, la température annuelle moyenne est de 9,5 °C, avec une amplitude thermique annuelle de 17 °C. Le cumul annuel moyen de précipitations est de 792 mm, avec 11,5 jours de précipitations en janvier et 9,3 jours en juillet. Pour la période 1991-2020, la température moyenne annuelle observée sur la station météorologique de Météo-France la plus proche, « Nancy-Essey », sur la commune de Tomblaine à 18 km à vol d'oiseau, est de 11,0 °C et le cumul annuel moyen de précipitations est de 746,3 mm. 
La température maximale relevée sur cette station est de 40,1 °C, atteinte le 24 juillet 2019 ; la température minimale est de −24,8 °C, atteinte le 21 février 1956,,.
Les paramètres climatiques de la commune ont été estimés pour le milieu du siècle (2041-2070) selon différents scénarios d'émission de gaz à effet de serre à partir des nouvelles projections climatiques de référence DRIAS-2020. Ils sont consultables sur un site dédié publié par Météo-France en novembre 2022.

## Urbanisme

### Typologie
Au 1er janvier 2024, Serres est catégorisée commune rurale à habitat dispersé, selon la nouvelle grille communale de densité à sept niveaux définie par l'Insee en 2022.
Elle est située hors unité urbaine. Par ailleurs la commune fait partie de l'aire d'attraction de Nancy, dont elle est une commune de la couronne,. Cette aire, qui regroupe 353 communes, est catégorisée dans les aires de 200 000 à moins de 700 000 habitants,.

### Occupation des sols
L'occupation des sols de la commune, telle qu'elle ressort de la base de données européenne d’occupation biophysique des sols Corine Land Cover (CLC), est marquée par l'importance des territoires agricoles (77,9 % en 2018), une proportion identique à celle de 1990 (77,9 %). La répartition détaillée en 2018 est la suivante : terres arables (56,6 %), prairies (21,3 %), forêts (20,5 %), zones urbanisées (1,6 %). L'évolution de l’occupation des sols de la commune et de ses infrastructures peut être observée sur les différentes représentations cartographiques du territoire : la carte de Cassini (XVIIIe siècle), la carte d'état-major (1820-1866) et les cartes ou photos aériennes de l'IGN pour la période actuelle (1950 à aujourd'hui).

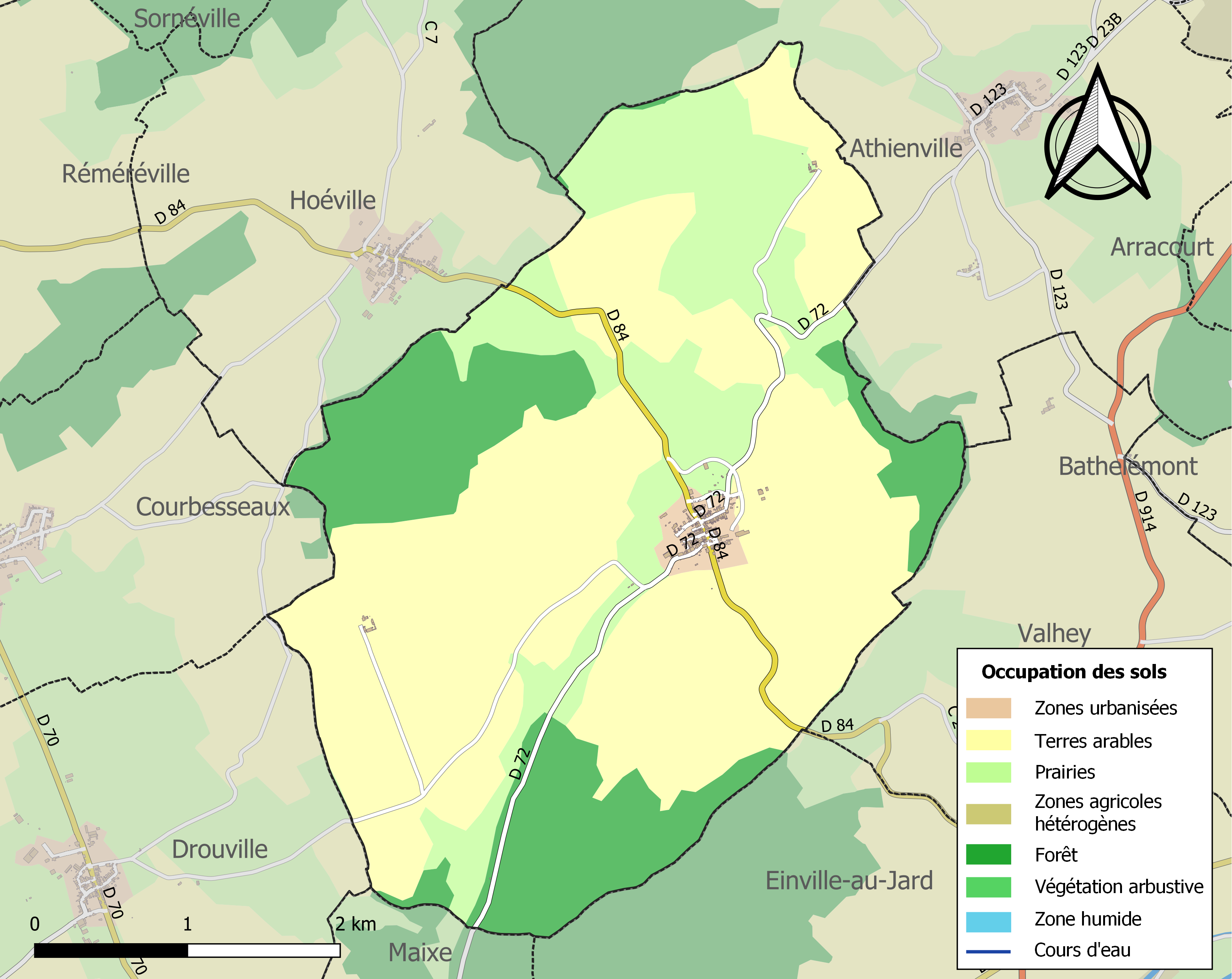
Carte des infrastructures et de l'occupation des sols de la commune en 2018 (CLC).

## Toponymie
Le nom de la localité est attesté sous les formes Humbertus de Serra (1178) ; Molendinum de Serres (1203) ; Sarræ, Serræ (1402).
Provenant d'un terme pré-indo-européen serre / serra « montagne allongée », de l'oïl serre « montagne », qui a dû avoir le même sens que l'occitan serra : « épine dorsale, ligne de crête d'une hauteur allongée » ; le pluriel est récent.

## Histoire
Serres est un village situé sur la route de Vic à Lunéville, dans une dépression fertile du Plateau lorrain, dont le rebord offre une vue jusqu'aux Vosges et à la cime du Donon. Mentionné au XIXe siècle, le village possédait un moulin à grains, une tuilerie et un four à chaux. Le village s'est formé autour du château, construit au XVIe siècle. Ce dernier fut vendu comme bien national en 1795 et démoli peu après. En 1830, il ne subsistait qu'une tour carrée, des murs en ruines et un enclos du parc.
La cure de Serres appartenait à l’abbaye de Moyenmoutier. Le couvent des Minimes, fondé en 1588 par le seigneur de Serres, Jean de Lenoncourt, fut le premier établissement de cet ordre en Lorraine. Il avait pour objectif de promouvoir la laïcité et l’instruction. Au début du XVIIe siècle, le couvent disposait d’une bibliothèque importante, dont une partie fut par la suite transférée pour enrichir le fonds des Minimes de Bassing. En 1782, le nombre de religieux s'était réduit à deux prêtres et un frère. L’abbaye et ses bâtiments furent acquis le 2 mars 1791 par Giroust le père, puis convertis en maison de ferme dans le style lorrain.
Serres a également été largement détruit pendant la Première Guerre mondiale, le village étant en grande partie ravagé entre 1914 et 1918.

## Politique et administration
| Période                                  | Période                   | Identité                                       | Étiquette | Qualité |
| ---------------------------------------- | ------------------------- | ---------------------------------------------- | --------- | ------- |
| Les données manquantes sont à compléter. |                           |                                                |           |         |
| mars 2001                                | mars 2008                 | Jean-Pierre Marchal                            |           |         |
| mars 2008                                | En cours (au 27 mai 2020) | Leendert Tukker Réélu pour le mandat 2020-2026 |           |         |

## Population et société

### Démographie
L'évolution du nombre d'habitants est connue à travers les recensements de la population effectués dans la commune depuis 1793. Pour les communes de moins de 10 000 habitants, une enquête de recensement portant sur toute la population est réalisée tous les cinq ans, les populations de référence des années intermédiaires étant quant à elles estimées par interpolation ou extrapolation. Pour la commune, le premier recensement exhaustif entrant dans le cadre du nouveau dispositif a été réalisé en 2007.

En 2022, la commune comptait 250 habitants, en évolution de +2,46 % par rapport à 2016 (Meurthe-et-Moselle : −0,13 %, France hors Mayotte : +2,11 %).
| 1793 | 1800 | 1806 | 1821 | 1831 | 1836 | 1841 | 1846 | 1851 |
| ---- | ---- | ---- | ---- | ---- | ---- | ---- | ---- | ---- |
| 422  | 450  | 493  | 512  | 568  | 583  | 559  | 604  | 604  |

| 1856 | 1861 | 1872 | 1876 | 1881 | 1886 | 1891 | 1896 | 1901 |
| ---- | ---- | ---- | ---- | ---- | ---- | ---- | ---- | ---- |
| 551  | 553  | 550  | 530  | 526  | 509  | 515  | 519  | 505  |

| 1906 | 1911 | 1921 | 1926 | 1931 | 1936 | 1946 | 1954 | 1962 |
| ---- | ---- | ---- | ---- | ---- | ---- | ---- | ---- | ---- |
| 491  | 439  | 352  | 323  | 325  | 321  | 290  | 268  | 238  |

| 1968 | 1975 | 1982 | 1990 | 1999 | 2006 | 2007 | 2012 | 2017 |
| ---- | ---- | ---- | ---- | ---- | ---- | ---- | ---- | ---- |
| 227  | 232  | 204  | 217  | 249  | 267  | 270  | 245  | 247  |

| 2022 | - | - | - | - | - | - | - | - |
| ---- | - | - | - | - | - | - | - | - |
| 250  | - | - | - | - | - | - | - | - |

## Économie
Village où subsistent plusieurs exploitations agricoles.

## Culture locale et patrimoine

### Lieux et monuments
- Église Sainte-Libaire, reconstruite après 1918.
- Chapelle Sainte-Libaire.
- Monument aux morts.
- Vieux puits.

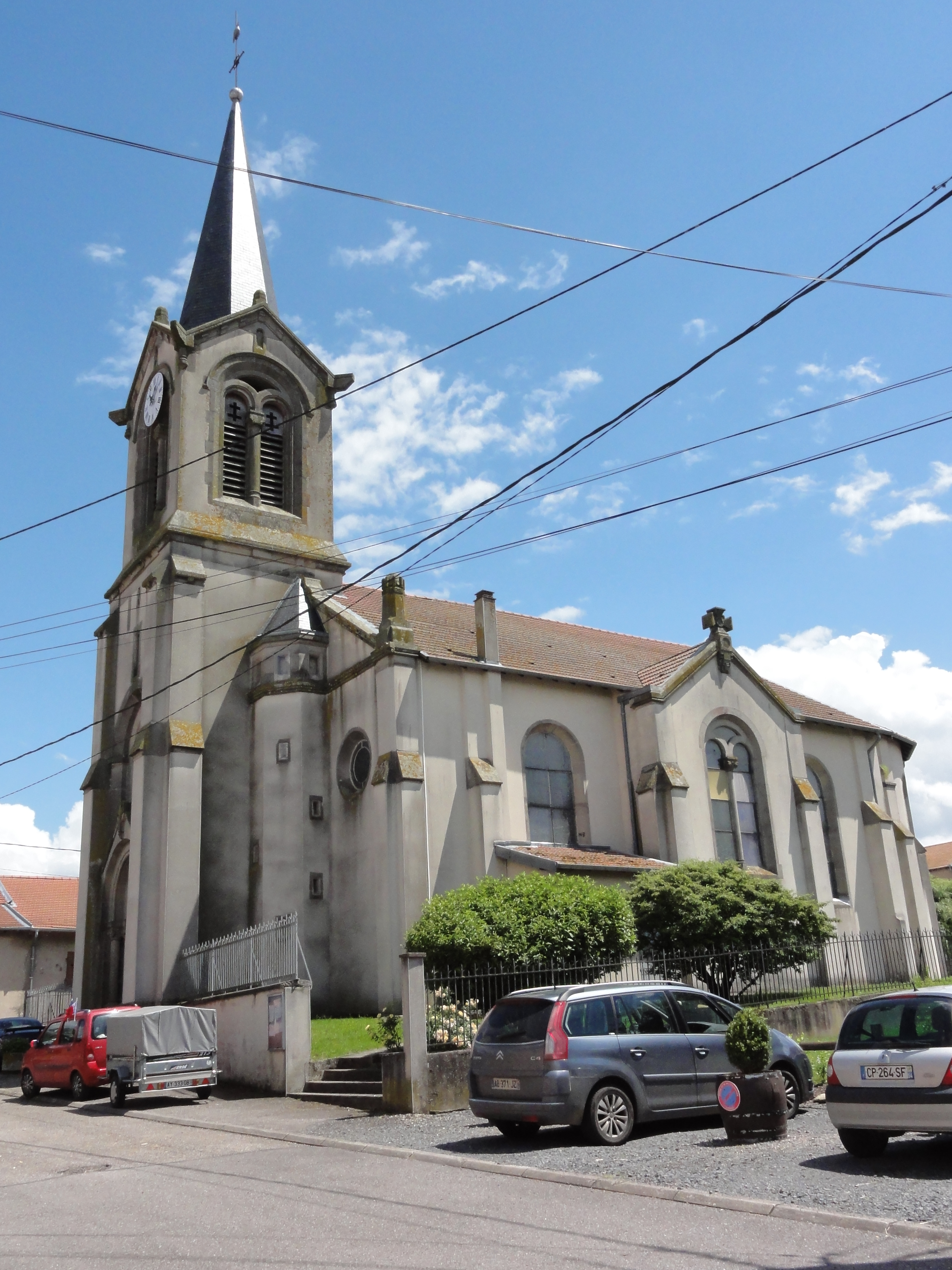
Église Sainte-Libaire.
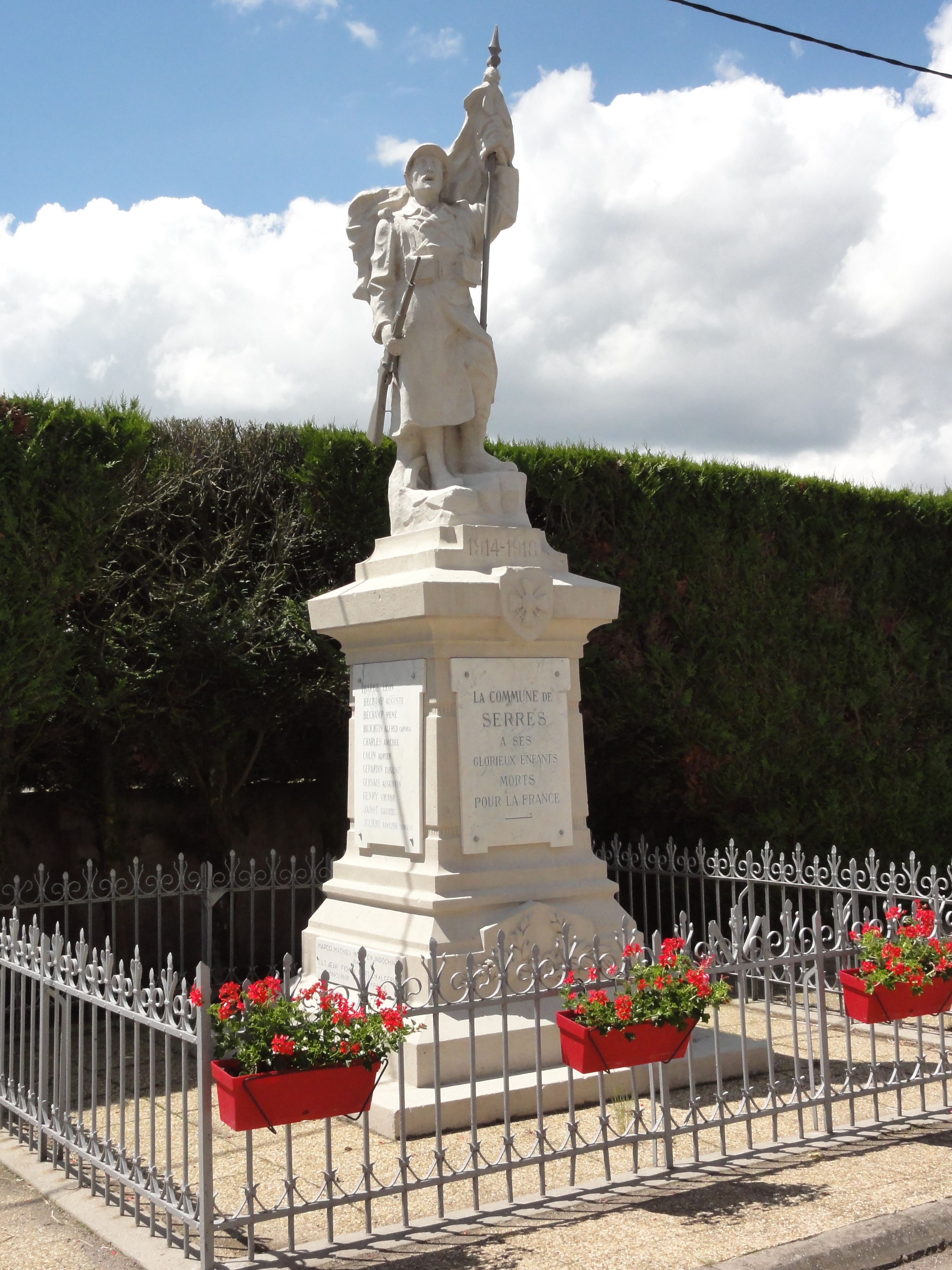
Monument aux morts.
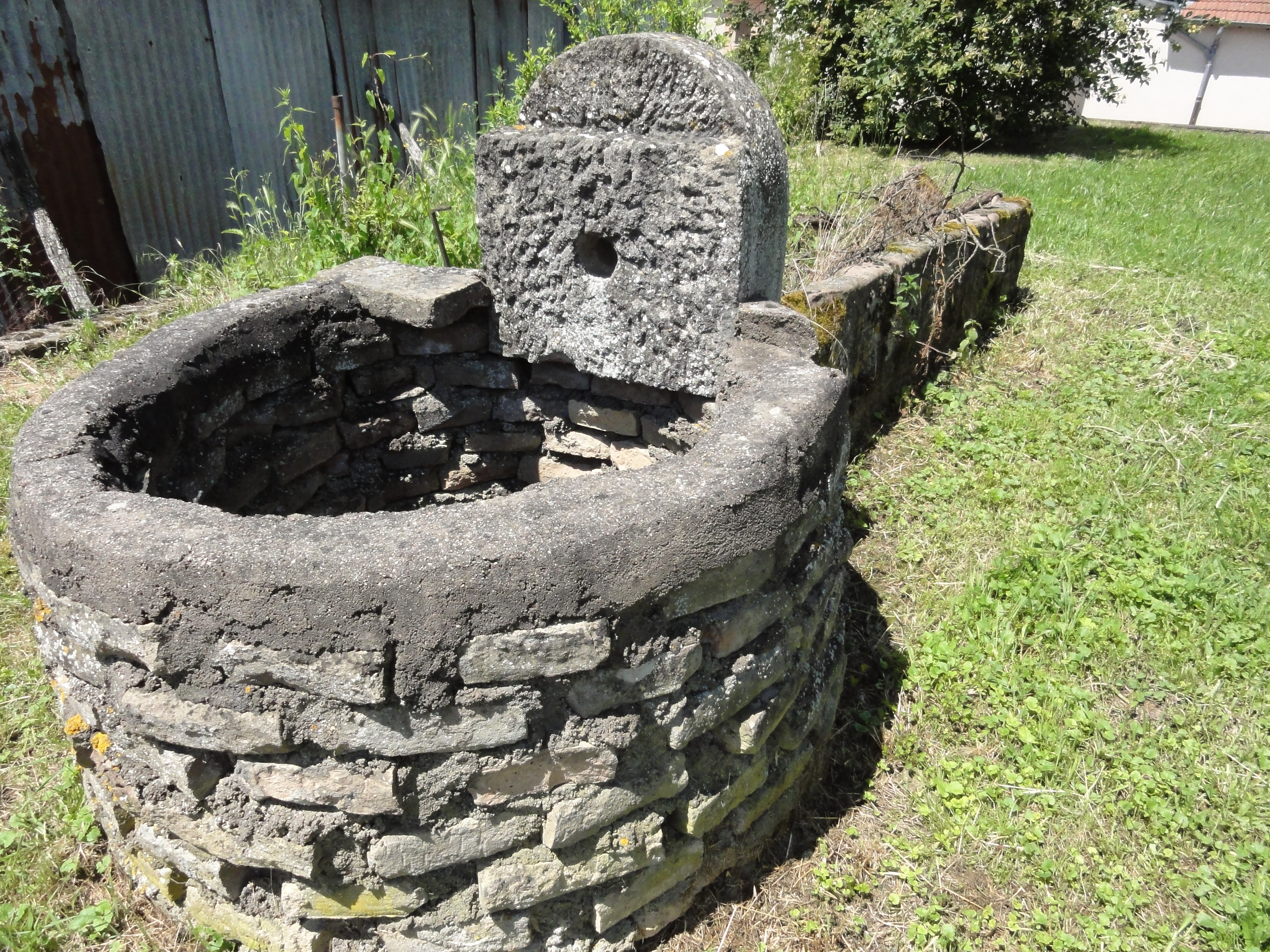
Puits.

### Héraldique
| Blason de Serres | Blason  | D'argent à la croix engrêlée de gueules accompagnée en chef d'une épée et d'une croisette de même, le tout chargé en pointe d'un mont à trois coupeaux de sinople. |
| Blason de Serres | Détails | Serre appartenait à la famille de Lenoncourt, ce qui explique la présence de la croix engrêlée des Lenoncourt. L'épée est l'instrument du martyre de sainte Libaire, patronne de la paroisse. La croisette symbolise l'existence du couvent des Minimes, premier couvent de cet ordre établi en Lorraine. Enfin, Serres, en latin serrae, signifie colline d'où la montagne à trois coupeaux. Le statut officiel du blason reste à déterminer. |